# Camping (jeu vidéo)
Pour les articles homonymes, voir Camping (homonymie).
Le camping désigne dans le lexique du jeu vidéo, la pratique de certains joueurs et parfois de bots qui consiste à rester dans un endroit du monde virtuel en attendant que des ennemis ou des objets utiles apparaissent ou viennent le voir sans les chercher activement. Les joueurs campent dans le but de prendre l'avantage sur leurs adversaires,.
Pour certains joueurs, le camping est considéré comme équivalent à de la triche, particulièrement dans les jeux de type lutte à mort, d'autant que certains joueurs peuvent profiter de bogues techniques pour atteindre des lieux normalement inaccessibles (wallbreach). La raison la plus souvent évoquée est que si chaque joueur campe, alors il n'y aura aucune occasion pour les joueurs de s'affronter ce qui revient à dire qu'il n'y aura pas de partie digne de ce nom. Pour sortir de cette impasse, il faut que certains joueurs ne campent pas, mais cela signifie qu'ils doivent renoncer aux avantages du camping ce qui peut leur valoir d'être vaincus rapidement par ceux qui continuent de camper. Le camping est aussi perçu comme une manière injuste de jouir d'un avantage sous la forme de ressources accumulées ou d'une position particulièrement favorable.
Cependant, les progrès techniques dans le domaine des jeux vidéo permettent désormais la création de jeux plus tactiques ou stratégiques qui tiennent compte du moral. Par exemple, les jeux de type « capture du drapeau » et leurs variantes offrent des incitations à envahir le territoire adverse, sans tenir compte du risque couru puisque rapporter des drapeaux offre plus de points que de tuer un adversaire (frags). Néanmoins, même dans de tels jeux, certains joueurs peuvent choisir de camper pour couvrir d'autres membres de l'équipe qui tentent de se saisir le drapeau et de le ramener au camp de base.
Parmi les jeux où le camping est le plus fréquent se trouvent : Fortnite, Apex Legends, Battlefield ,Battleground , Call of Duty, Dead by Daylightet Roblox (roblox pour les jeux comme murders vs shérifs).
Les campeurs peuvent utiliser la méthode du ninja et le mode furtif pour prendre de l'avantage durant une partie. Le camping est aussi une technique stratégique pour permettre aux joueurs solo de faire des embuscades mortelles, comme un chasseur qui attend sa proie avec grande patience. C'est une habitude de jouer de façon furtive afin de rester le plus longtemps dans une partie sans être repéré par l'ennemi. Si le campeur tue un adversaire, il peut rester au même endroit ou changer de repère. Les campeurs utilisent principalement des endroits sûrs et stratégiques pour mieux traquer les joueurs adverses sans subir de dégâts.
Les joueurs qui campent utilisent généralement des fusils de sniper équipés de silencieux qui leur permettent de tuer facilement leurs cibles à distance et ainsi garder leur position secrète. Ils se servent aussi de fusils à pompe pour les attaques de courte portée.
Certains joueurs qui sont victimes des attaques surprises des campeurs qualifient cette méthode de « tricherie » car les campeurs préfèrent se cacher plutôt que d'affronter leurs adversaires. Malgré les nombreuses plaintes entourant cette pratique jugée illégale[Par qui ?], les développeurs de jeux vidéo ne peuvent rien faire et beaucoup de joueurs qui utilisent le camping pour faciliter la partie. Il n'y a aucun règlement qui interdise au joueur de camper, ce qui en fait une méthode légitime de survie.
Afin de limiter les abus liés à ce type de comportement, certains serveurs de jeux (notamment sur Counter-Strike) intègrent des plugins permettant de détecter lorsqu'un joueur se met a camper de manière trop prolongée, et le cas échéant de le sanctionner.